# Сланско
Сланско (мкд. Сланско) је насеље у Северној Македонији, у средишњем делу државе. Сланско припада општини Македонски Брод.

## Географија
Насеље Сланско је смештено у средишњем делу Северне Македоније. Од седишта општине, градића Македонски Брод, насеље је удаљено 5 km јужно.
Рељеф: Сланско се налази у области Порече, која обухвата средишњи део слика реке Треске. Дато подручје је изразито планинско. Село се налази изнад долине реке Треске, на северним падинама Бушеве планине. Надморска висина насеља је приближно 680 метара.
Клима у насељу је континентална.

## Становништво
По попису становништва из 2002. године, Сланско је имало 169 становника.
Претежно становништво у насељу су етнички Македонци (100% према последњем попису).
Већинска вероисповест у насељу је православље.